# Torstein Træen
Torstein Træen (født 16. juli 1995 i Hønefoss) er en cykelrytter fra Norge, der er på kontrakt hos Bahrain Victorious.
Ved Tour of the Alps 2022 blev anti-dopingmyndighederne bekymret for én af prøverne, da der var fundet stoffet hCG, som kan være indikation på testikelkræft. Ved en efterfølgende operation blev der fjernet en 15 millimeter stor svulst. Det holdte Træen væk fra cykelløb i fire måneder.